# دربست (فیلم)
دربست فیلمی به کارگردانی  علی خامه‌پرست فرد و تهیه‌کنندگی حسن علیمردانی و حسن مصطفوی محصول سال ۹۳ می‌باشد.

## داستان فیلم
قصهٔ انسان‌ها در هم تنیده می‌شود تا قطعات گمشدهٔ پازل زندگی تو پیدا شود،اینکه در این دنیا مقصدی هست و تو گاه باید «دربست» برسی به انتهای راه، کاش انتهای این راه شروع قصه ای باشد م نه پایان تمام قصه ها.

## عوامل
نویسندگان: احسان الله‌دادی، امیر نوروزی و علی خامه‌پرست، فیلم‌بردار: وحید ابراهیمی، مدیر صدابرداری: نظام‌الدین کیایی، طراح گریم: مهدیه اعرابی، دستیار اول کارگردان و برنامه‌ریز: فروزان جلالی‌فر، منشی صحنه: هدیه نصیری، عکاس: محمد بدرلو، مدیر تدارکات: محمدرضا رسولی

## اکران
فیلم سینمایی دربست، اولین تجربه کارگردانی علی خامه‌پرست فرد در تاریخ ۱۴ اسفند ۱۳۹۴ در گروه هنر و تجربه به نمایش درآمده است.